# Philippe Diallo
Pour les articles homonymes, voir Diallo.
Philippe Diallo, né le 2 août 1963 à Saint-Nazaire (Loire-Atlantique), est un dirigeant sportif français. Depuis le 10 juin 2023, il est le président de la Fédération française de football (FFF).

## Biographie
Fils de Souleymane Diallo, champion de boxe Français en devenant champion de France, Philippe Diallo passe par le centre de formation du FC Nantes et jouait numéro 10 . Il a ensuite fait des études de droit. Diplômé de Sciences Po Paris, il dirige de 1992 à 2021 l'Union des clubs professionnels de football (UCPF) qui est le syndicat patronal des clubs professionnels,. Il est également juge unique à la chambre de résolution des litiges de la Fédération internationale de football association (FIFA) depuis 2003.
Il intègre la Fédération française de football (FFF) en rejoignant la liste de Noël Le Graët lors de la réélection du dirigeant breton en mars 2021. Il devient bientôt trésorier général au sein du comité exécutif (comex) de la FFF. En décembre 2021, il grimpe dans l'organigramme en devenant vice-président délégué ; il remplace alors Brigitte Henriques, élue à la tête du Comité national olympique et sportif français (CNOSF).

### Président de la FFF
Le 11 janvier 2023, il est nommé à la tête de la Fédération française de football (FFF) après la mise en retrait de Noël Le Graët et devient président par intérim de la fédération,,.
Le 5 avril 2023, Philippe Diallo est élu au comex de l'Union des associations européennes de football (UEFA) pour un mandat de quatre ans,. Il devient donc le nouveau représentant de la France après le départ de Florence Hardouin, l'ex-directrice générale de la FFF, qui était membre du comex de l'UEFA depuis 2016. « Je tiens à remercier les membres de l’Assemblée générale de l’UEFA pour l’estime et la confiance accordées au football français que je représente » se félicite Philippe Diallo.
Le 10 juin 2023, Philippe Diallo est élu président de la FFF avec 91 % des voix jusqu'à fin 2024,. Pour lui, il s'agit « d'un très grand honneur, mais aussi une responsabilité ».
Le 14 décembre 2024, alors opposé à la liste conduite par Pierre Samsonoff, Philippe Diallo est réélu président de la FFF avec 55,34 % des voix au premier tour,. Son mandat est d'une durée de quatre ans à la présidence de la FFF,.